# Islas Vírgenes de los Estados Unidos en los Juegos Olímpicos de Montreal 1976
Las Islas Vírgenes de los Estados Unidos estuvieron representadas en los Juegos Olímpicos de Montreal 1976 por un total de 21 deportistas, 19 hombres y 2 mujeres, que compitieron en 6 deportes.
El portador de la bandera en la ceremonia de apertura fue el luchador Ivan David. El equipo olímpico virgenense estadounidense no obtuvo ninguna medalla en estos Juegos.